# هیگار وایلد
هیگار وایلد (انگلیسی: Hagar Wilde؛ ۷ ژوئیه ۱۹۰۵ – ۲۵ سپتامبر ۱۹۷۱) فیلم‌نامه‌نویس اهل ایالات متحده آمریکا بود.
از فیلم‌هایی که وی در آن‌ها نقش داشته‌است، می‌توان به سبکبار و بی‌خیال، من یک عروس مذکر زمان جنگ بودم، نادیده و پرورش بیبی اشاره نمود.